# Site archéologique de Troie
Cet article concerne le « site archéologique de Troie » à Hisarlık (Turquie). Pour la cité légendaire, voir Troie.
Le site archéologique de Troie, communément appelé Hisarlık, Hissarlik ou Hisarlik (en turc Hisarlık, « lieu de la forteresse »), du nom turc d'une colline située dans l'actuelle province de Çanakkale en Turquie, est un site de fouilles archéologiques identifié par la majorité des archéologues et historiens à la cité de Troie mentionnée dans l’Iliade de Homère et d'autres textes de la tradition grecque antique, aussi dénommée Ilios (Ἴλιος, Ílios). C'est aussi aux époques historiques de l'Antiquité grecque et romaine le site de la cité d'Ilion (Ἴλιον, Ílion).
Le site a fait l'objet de nombreuses campagnes de fouilles, à la suite de celles entreprises par Heinrich Schliemann en 1870, ponctuées par des découvertes fortement médiatisées, qui ont popularisé son identification avec la Troie homérique, qui reste un sujet de débat en l'absence de preuve décisive, même si le site est généralement appelé Troie. Des campagnes de fouilles conduites par la suite, notamment celles menées de façon continue depuis 1988, ont permis de mieux connaître l'histoire du site même si de nombreuses questions restent en suspens.
En effet, depuis 1988, Manfred Korfmann, archéologue et professeur à l’université de Tübingen, fit apparaître que les découvertes réalisées jusqu’à présent ne concernaient qu’une acropole et que cette dernière dominait en réalité un site beaucoup plus vaste. Cette découverte amena la superficie totale de Troie VI à 80 000 mètres carrés. Dès lors, l’hypothèse selon laquelle le site d’Hisarlik correspondait à Troie fit l’unanimité parmi les chercheurs.
Occupé du IVe millénaire av. J.-C. jusqu'au début de l'époque byzantine (v. 600), le site se donne à voir comme une ville basse, couronnée d'une acropole lourdement enceinte et défendue, abritant les restes de palais, temples, édifices publics, au sein d'une colline artificielle fortement stratifiée, divisée en neuf niveaux principaux, numérotés du plus ancien au plus récent (Troie I à IX). L'acropole, qui est la zone la plus fouillée du site, a livré des constructions importantes pour la connaissance des civilisations de l'âge du Bronze ancien de l'Anatolie occidentale (v. 2500-2000 av. J.-C.), notamment de Troie II qui comprend d'imposantes murailles et des bâtiments communautaires, ainsi que des trésors contenant des nombreux objets précieux (« trésor de Priam »). Le site reste prospère durant les phases suivantes de l'âge du Bronze, jusqu'à la dernière période de celui-ci (Troie VI et VIIa), durant laquelle la ville s'accroit dans sa partie basse. C'est peut-être la capitale d'un royaume d'importance régionale mentionné dans les sources hittites, Wilusa. Cette période s'achève par des destructions qui pourraient correspondre à la phase de la guerre de Troie. Après une période de déclin de plusieurs siècles, le site gagne en importance au sortir de l'âge du fer, vers 800 av. J.-C., quand des Grecs étoliens y fondent la cité d'Ilion, qui gagne en importance durant les phases suivantes de l'histoire grecque (Troie VIII) puis sous la domination romaine (Troie IX).

## Situation régionale

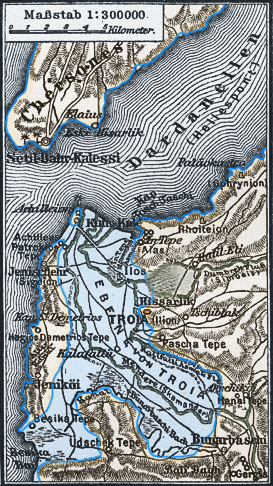
Carte de la Troade à l'époque archaïque.
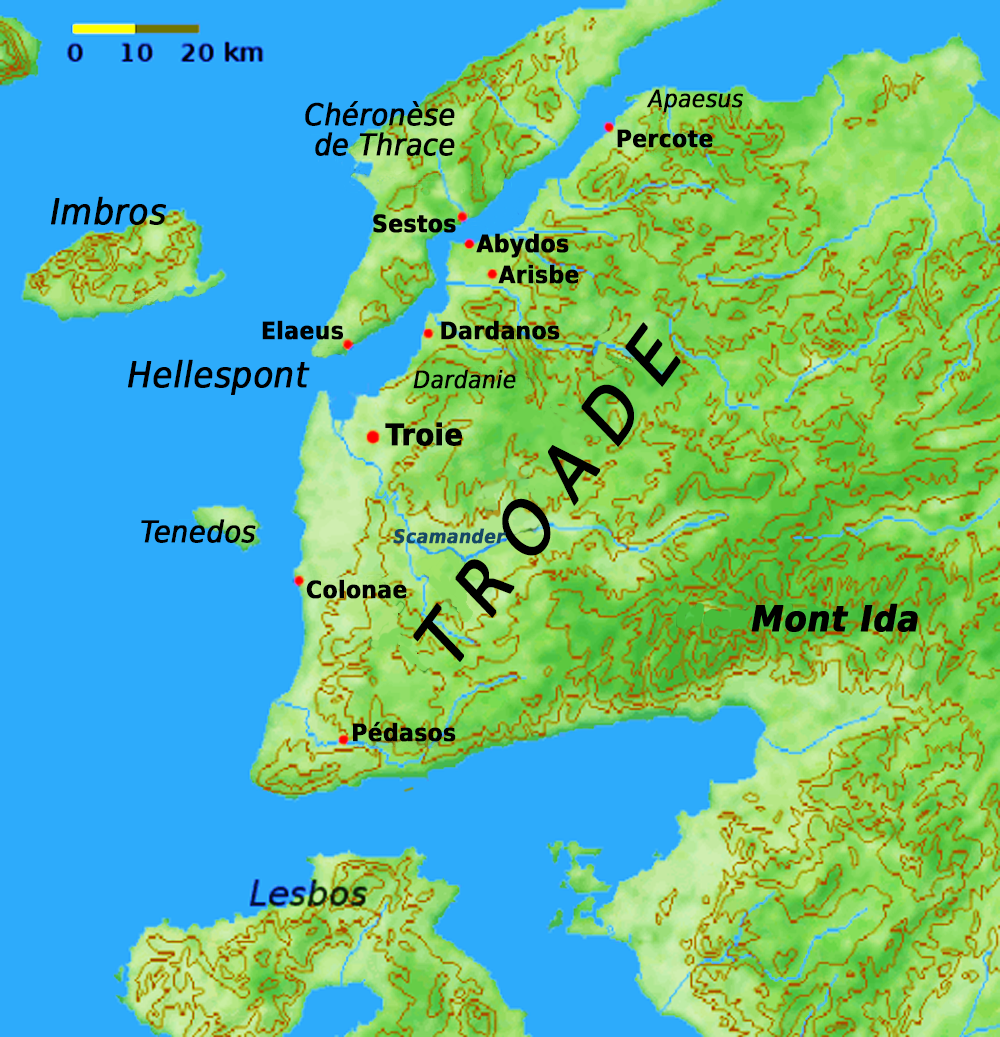
Carte de la Troade dans l'Antiquité classique (le golfe de Troie est devenu la plaine de Troie).

Le site archéologique de Troie, Hisarlık dans la toponymie turque actuelle, correspond selon l'opinion générale à la Troie homérique, Ilios, et assurément à la cité d'Ilion des époques grecque et romaine, située dans la région dénommée Troade dans l'Antiquité, d'après son site principal. Le site s'organise autour d'un promontoire, situé de nos jours à 5 kilomètres de la côte des Dardanelles (Hellespont dans l'Antiquité). La plaine environnante est parcourue par deux cours d'eau, le Scamandre (nom actuel Karamenderes) et le Simoeis (Dümrek Deresi). Au moment de la fondation du site durant l'âge du Bronze, il était situé au bord de la mer, puis l'accumulation des sédiments charriés par les deux cours d'eau a repoussé la côte plus loin. La position géographique du site, comme tous ceux qui devaient lui succéder dans cette région de carrefour, est très avantageuse et explique manifestement son développement : il est situé à la jonction de l'Anatolie et des Balkans, donc sur un axe de communication terrestre majeur, et en même temps le long de la portion de mer qui joint la mer Égée et la mer Noire, donc un axe de communication maritime majeur.

## Morphologie du site

Vue en coupe simplifiée du tell d'Hisarlık, l'acropole de Troie.

Plan de l'acropole.

### Forme générale
Le site archéologique d'Hisarlık est divisé entre une partie haute, un tell (colline artificielle), désigné comme une « acropole », et une « ville basse » qui s'étend en contrebas, sur un plateau, surtout au sud et à l'est. L'acropole est érigée sur un éperon rocheux, mesure environ 300 × 200 mètres. Elle a été occupée de manière continue d'environ 3000 av. J.-C. à 600 ap. J.-C., et les accumulations successives de constructions, avec les décombres et de vestiges enterrés sous les constructions érigées par la suite, ont résulté en environ 15 mètres de strates archéologiques. L'acropole a concentré la majorité des fouilles, mais la ville basse, qui a une histoire d'occupation moins ancienne, a également fait l'objet de fouilles par endroits,.

### Les différentes strates
Les premiers fouilleurs du site, Schliemann et Dörpfeld, ont distingué neuf périodes archéologiques sur l'acropole d'Hisarlık, qu'ils ont nommé « villes », numérotées de I à IX, de la plus ancienne à la plus récente. Cette périodisation générale a été préservée par les recherches suivantes et reste valide, tout en ayant été raffinée (avec la distinction de sous-périodes) et datée grâce au carbone 14.
Cette séquence, numérotée de Troie I à Troie IX, avec quelques subdivisions importantes, se décompose comme suit (les datations sont approximatives) :
- Troie I : 3000 – 2550 av. J.-C. ;
- Troie II : 2550 – 2300 av. J.-C. ;
- Troie III : 2300 – 2200 av. J.-C. ;
- Troie IV : 2200 – 2000 av. J.-C. ;
- Troie V : 2000 – 1750 av. J.-C. ;
- Troie VI : 1750 – 1300 av. J.-C. ;
- Troie VIIa : 1300 – 1180 av. J.-C. ;
- Troie VIIb : 1180 – 950 av. J.-C. ;
- Troie VIII : 950 – 85 av. J.-C. ;
- Troie IX : 85 av. J.-C. – 500/600 ap. J.-C.

## Fouilles et identification
Le site d'Hisarlık est repéré par Franz Kauffer en 1701, puis identifié comme l'Illion classique par le britannique Daniel Clarke en 1801,. En 1822, Charles McLaren est le premier à déclarer que ce site correspond à la Troie homérique, en raison d'une tradition antique qui fait d'Ilion la continuatrice de cette ville légendaire, mais il y a des objections à cela dès l'Antiquité, notamment par le géographe Strabon. Durant les décennies qui suivent, d'autres sites sont présentés comme des candidats possibles pour être Troie,. Afin d'en savoir plus, le britannique Frank Calvert, qui résidait dans la région, entame des fouilles à Hisarlık en 1863 et en 1865. C'est sur ses indications que l'allemand Heinrich Schliemann, venu dans la région afin de trouver l'antique Troie, porte son choix sur les ruines de ce site,.
Heinrich Schliemann (1822-1890) est un commerçant et un banquier qui a fait fortune dans les affaires. Cette situation lui permet de financer sa quête des traces de l’Iliade, née de sa passion pour cet ouvrage et de son goût pour l'exploration. Il rachète Hissarlık à Calvert, qui n'a pas reçu de financement du British Museum et n'a plus les moyens de poursuivre ses fouilles, puis entame ses fouilles en 1870. Son but étant de trouver une preuve qu'il était sur le site de Troie, il engage de nombreux ouvriers et entreprend de dégager rapidement le monticule, jusqu'à atteindre les niveaux inférieurs. Ceux de Troie II, aux larges murailles et détruits par des incendies deviennent à ses yeux le candidat idéal pour être la Troie de Priam détruite par les Achéens. Il y met au jour un ensemble de trésors, et nomme le plus important d'entre eux « trésor de Priam ». Mais ses méthodes de fouilles sont contestées dès son époque, et notamment par Calvert, car elles conduisent à la destruction de niveaux antérieurs aux phases qui intéressaient le plus Schliemann. En fait, elles s'inscrivent dans une période d'expérimentation de l'archéologie, qui s'inspire en partie des méthodes minières. Par rapport aux autres fouilles archéologiques de l'époque, elle ne sont pas forcément moins bien réalisées, d'autant plus que Schliemann s'avère novateur par d'autres côtés (dans l'importance accordée à la stratigraphie, l'utilisation systématique de la photographie). Ses erreurs d'interprétations (il apparaît assez vite que Troie II est plus ancienne que la période supposée de la guerre de Troie), ses tendances à exagérer et à mentir sur les conditions de la découverte des trésors, et le fait qu'il fasse sortir ceux-ci illégalement de l'Empire ottoman, en infraction aux règles de partage des découvertes archéologiques en vigueur, créent une légende noire autour de sa personne. Devenu persona non grata pour la Sublime Porte, il se lance alors dans la découverte de Mycènes,.
Le litige entre Schliemann et les Ottomans est réglé par le versement d'une compensation financière. Celle-ci lui permet de garder le trésor, qu'il présente à Londres, avant de l'offrir à l'Allemagne en 1881. Il retourne sur le site en 1878-1879, puis en 1882 et en 1889, juste avant sa mort en 1890. Afin de donner davantage de légitimité scientifique à ses recherches, il se fait assister par l'architecte Wilhelm Dörpfeld (1853-1940), déjà expérimenté sur des sites antiques. Celui-ci trace des plans rigoureux des zones fouillées et précise la stratigraphie du site. Il confirme les doutes sur le fait que Troie II puisse correspondre à l'époque de la guerre de Troie, vu qu'elle est trop ancienne d'un bon millénaire. C'est alors Troie VI qui devient la meilleure candidate. Schliemann semble se ranger progressivement à son avis dans ses dernières années,. Dörpfeld continue les fouilles du site en 1893 et en 1894, avec le financement de Sophia, la veuve de Schliemann, et publie en 1901 les résultats des premières campagnes de fouilles,.
Les fouilles suivantes ont lieu de 1932 à 1938, sous la direction de Carl Blegen et de son équipe de l'Université de Cincinnati. Les méthodes archéologiques sont plus abouties que celles de son prédécesseur, avec la même conviction qu'il s'agit de la Troie homérique.
Les fouilles ne reprennent qu'en 1988, lorsque les équipes conduites par Manfred Korfmann, de l'Université de Tübingen, s'installent à Hissarlık. Cette équipe internationale mobilise de nombreux chercheurs sur le long terme, notamment Charles Brian Rose pour la direction des fouilles des niveaux récents. Les résultats de ses fouilles permettent de préciser considérablement l'histoire du site, d'explorer sa ville basse. Mais les interprétations du directeur des fouilles suscitent par moments de violentes controverses. Après la mort de Korfmann, en 2005, les fouilles se poursuivent sous la direction d'Ernst Pernicka, assisté d'autres archéologues dont Peter Jablonka.
Depuis 2013, Rüstem Aslam, de l'Université turque de Çanakkale Onsekiz Mart, a repris la direction des recherches.
Les objets mis au jour à Troie se trouvent dans les musées d'Istanbul, de Troie, de Berlin, mais aussi de Moscou et de Saint-Pétersbourg, où le trésor de Priam a été emporté depuis l'Allemagne à l'issue de la seconde Guerre mondiale.
Le site, ses vestiges et son environnement immédiat sont classés par l'UNESCO, qui l'a inscrit sur la liste du patrimoine mondial en 1998
En septembre 2012, les États-Unis ont restitué à la Turquie vingt-quatre bijoux en or dérobés sur le site à la fin du XIXe siècle et exposés par la suite au musée de l'Université de Pennsylvanie.
La question de savoir si le site correspond bien à la Troie homérique n'est pas démontré, même si la majorité des chercheurs est de cet avis. Selon Mario Benzi, professeur et archéologue de l’Université de Pise : « L'identification de la ville homérique avec le site de Hissarlik est acceptée presque à l'unanimité, même si elle n'a jamais été vraiment démontrée ».

## Niveaux archéologiques

### Troie I

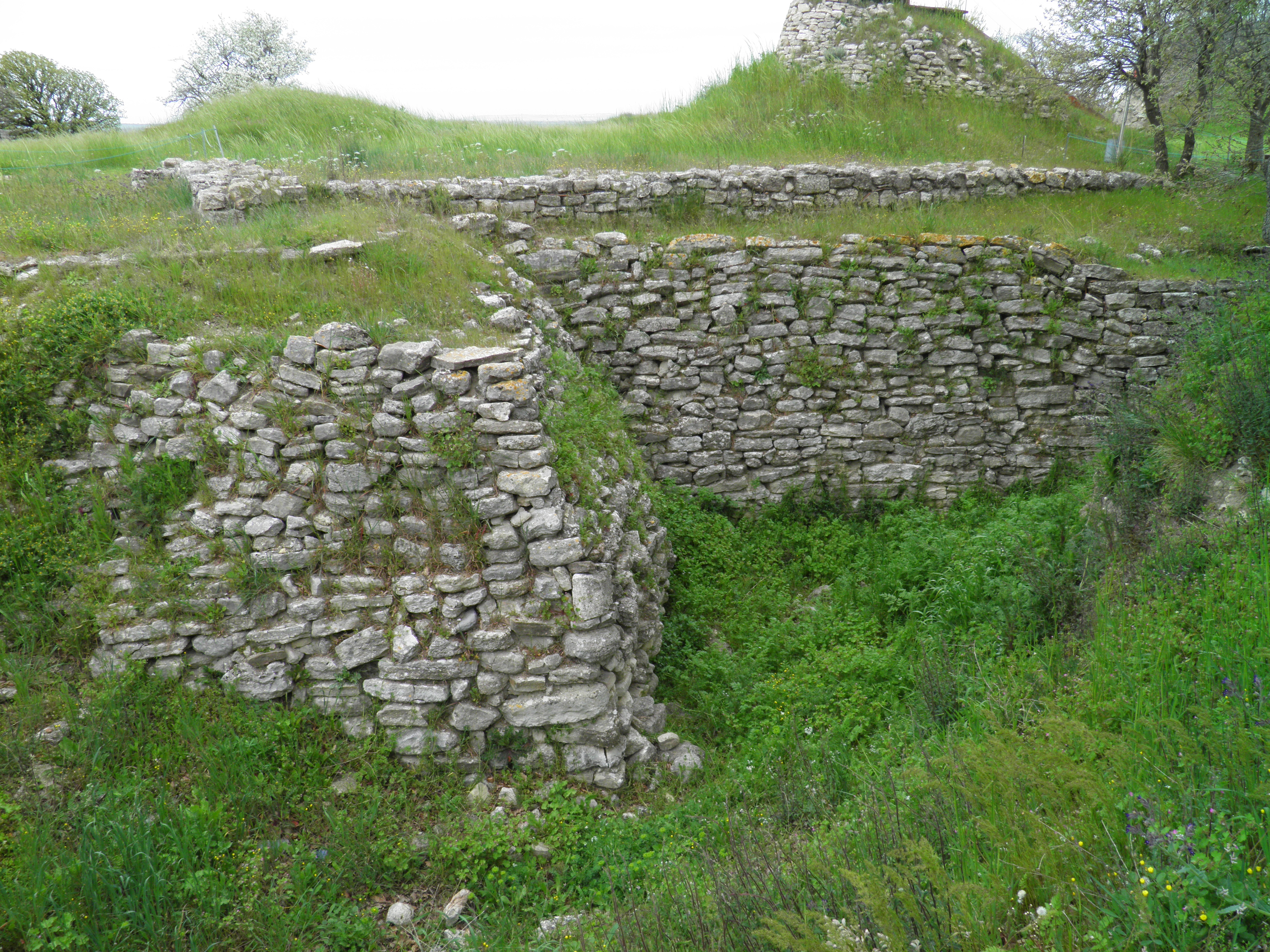
Section des murailles de Troie I.

Troie I est le plus ancien niveau archéologique du site, daté approximativement de 3000 à 2550/2500 av. J.-C., ce qui correspond à la première partie de l'âge du bronze ancien. Ce niveau est lui-même subdivisé en quatorze sous-niveaux,.
Troie est alors un petit village d'une centaine de mètres de diamètre, juché sur des terrasses surplombant la côte égéenne. Il est entouré d'une muraille en pierre, d'environ 2,5 mètres d'épaisseur, qui fait l'objet d'un entretien régulier. Elle est percée d'une porte flanquée de quatre tours carrées,. Les maisons sont construites en briques d'argile sur une base en pierre. Elles sont accolées les unes aux autres. Certaines présentent un plan de type « mégaron », avec une grande pièce rectangulaire précédée d'une plus petite antichambre.
La poterie mise au jour sur le site consiste pour l'essentiel en de la céramique faite à la main, de couleur noire ou grise, souvent lustrée, parfois décorée d'incrustations blanches,. Les objets en métal mis au jour sur les niveaux de Troie I sont en cuivre. Les trouvailles indiquent également la pratique d'activités de filage et tissage. L'alimentation est variée, constituée de viande, notamment de poissons, et de végétaux. Troie fait alors partie d'une culture archéologique s'étendant sur le nord-ouest de l'Anatolie et les îles voisines de l'Égée (Lemnos, Lesbos).

### Troie II

#### Architecture
Troie II succède au dernier niveau de Troie I, qui s'est achevé par une destruction par le feu. Ce second niveau s'étend d'environ 2550/2500 à 2300 av. J.-C. et se divise en trois périodes (ancienne, moyenne et récente). Une subdivision en huit sous-périodes a été proposée, mais elle est discutée.
Le site mesure environ 125 mètres de diamètre et est défendu par une muraille qui a connu trois états successifs, dont la base est en pierre et l'élévation en briques d'argile. Elle est percée sur le côté sud-est par une porte monumentale à trois compartiments, et une porte moins massive sur son côté sud-ouest, à laquelle on accédait par une rampe pavée de dalles de pierre et encadrée par un mur,,.

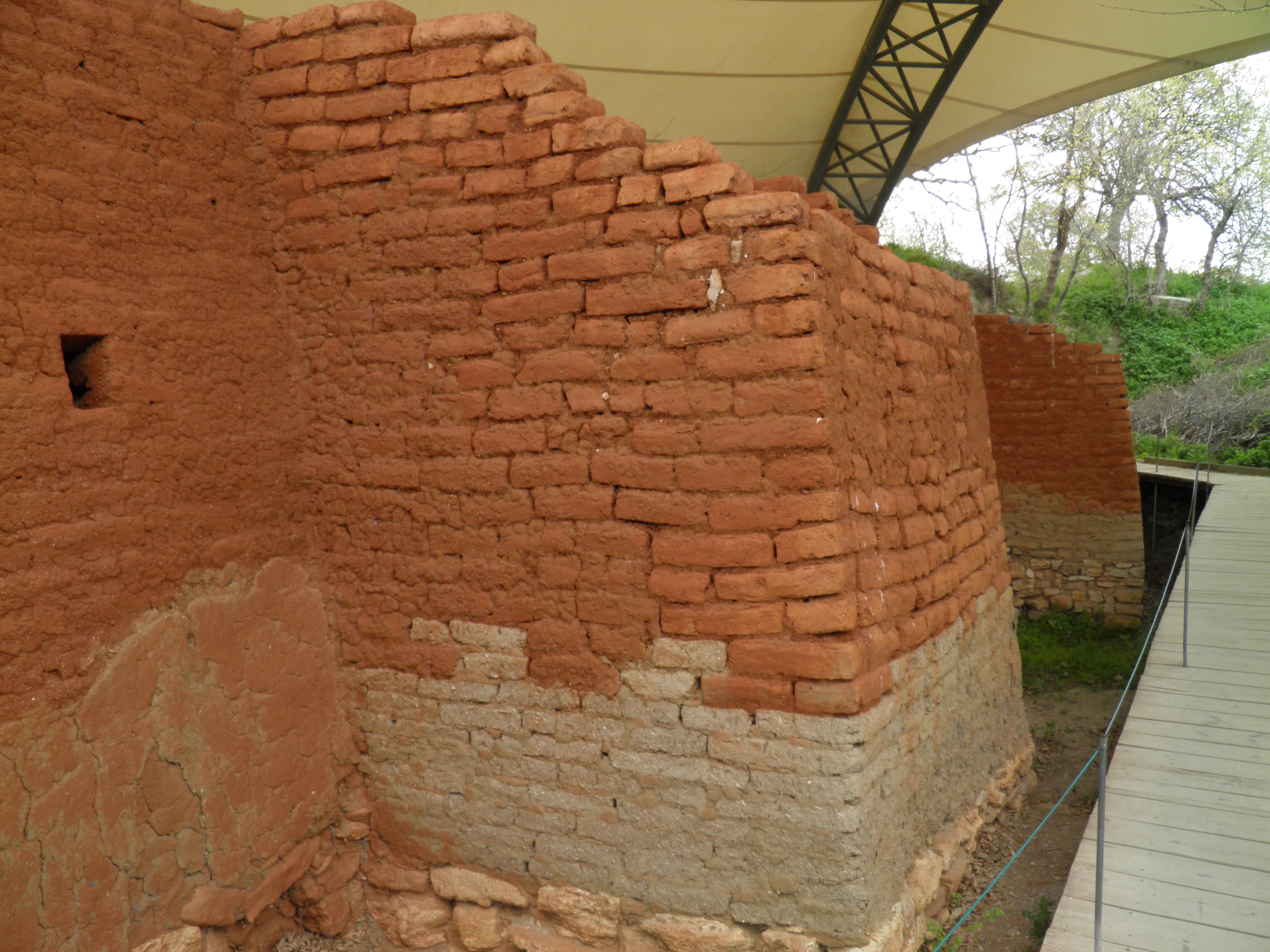
Murailles en pierre et briques d'argiles de Troie II.
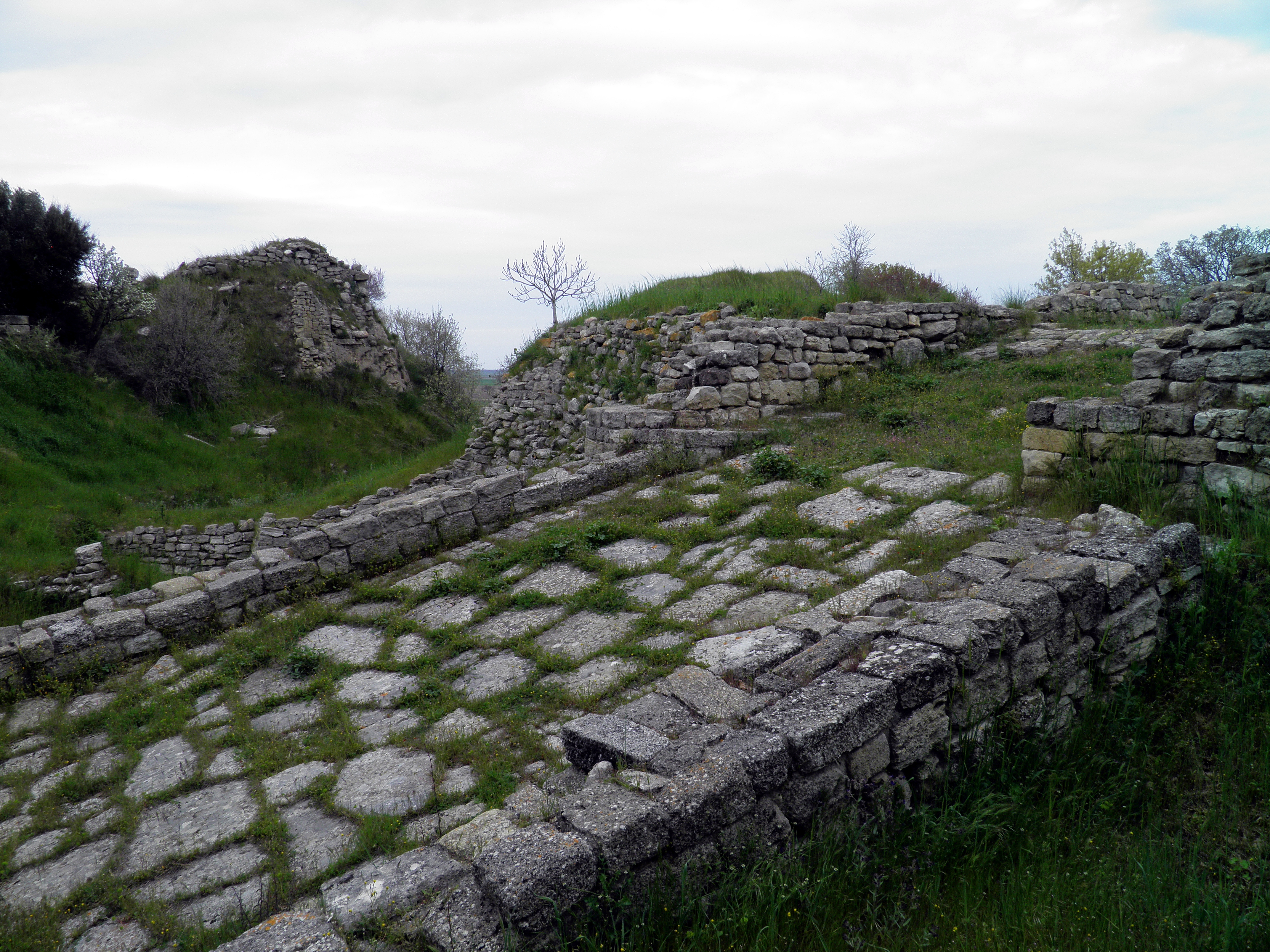
La rampe de la porte sud-ouest de Troie II.

Durant la phase moyenne de la période, on érige au centre du site une cour enclose comprenant un ensemble de cinq bâtiments de type mégaron disposés de façon parallèle et longs d'une quarantaine de mètres, sur environ 400 m2. Le plus vaste mesure 40 × 10 mètres. On y entre par un portique, conduisant sur une grande salle à colonnes avec un foyer central. Il peut s'agir de lieux servant pour des assemblées, des audiences, des rituels, quoi qu'il en soit elles sont l'expression de la puissance de l'élite dirigeant le site,,.
Les périodes moyenne et récente de Troie II s'achèvent par une destruction par le feu, ces deux niveaux correspondant à la « ville brûlée » identifiée par Schliemann,. Le bâtiment à mégaron de la période moyenne est détruit à la fin de celle-ci et remplacé par un complexe constitué de petites maisons. L'intérieur de la citadelle est alors très densément bâti, constitué de blocs de maisons agglomérées ne laissant la place qu'à des rues étroites.
Juste au sud des murailles, un espace de 8 hectares fermé par une palissade a été identifié pour cette période. Des maisons ont également été mises au jour à l'extérieur des murailles, ce qui indique que l'agglomération de Troie a pour la première fois débordé au-delà de la citadelle.

#### Culture matérielle

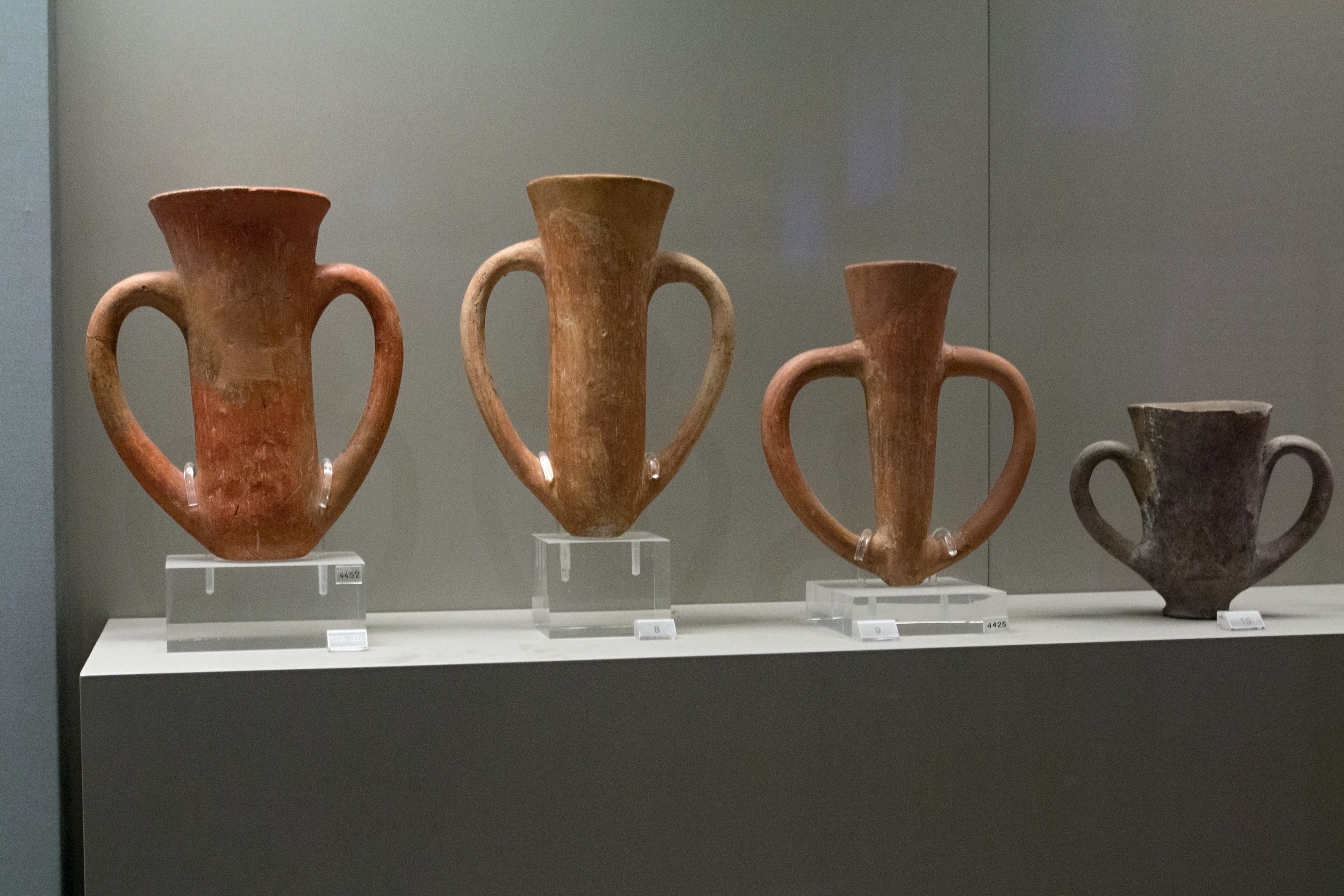
Vases à deux anses depas amphikypellon provenant de Troie. Musée national archéologique d'Athènes.

La fin de Troie I et le début de Troie II voient l'apparition sur le site de la poterie faite au tour. Il s'agit d'une céramique sans décor, dont les formes les plus représentées sont des plats, puis des coupes, des chopes et des gobelets hauts à deux anses (surnommés depas amphikypellon d'après l’Iliade) qui se développent durant la phase moyenne. Des pots et couvercles avec un décor en relief apparaissent durant la phase tardive. La céramique à enduit rouge (Red Coated Ware) amenée à être très présente durant les phases suivantes du site apparaît à cette période,. Cette période voit aussi l'apparition sur le site d'objets en bronze, l'alliage de cuivre et d'étain, ce dernier étant probablement importé depuis l'Asie Centrale.

#### Les trésors de Troie
C'est de l'époque de Troie II qu'est généralement daté le trésor mis au jour par Schliemann en 1873, ensemble d'objets qui aurait été disséminé en seize cachettes, dont la plus importante est le Trésor A, surnommé « Trésor de Priam » par son découvreur, qui y voyait la confirmation qu'il était sur le site de la guerre de Troie. Les conditions de la découverte de ces objets restent entourées d'un halo de mystère, Schliemann n'ayant pas donné d'indications précises dans ses descriptions, qui sont qui plus est émaillées de mensonges manifestes (comme la présence de son épouse au moment de la découverte, alors qu'elle se trouvait en Grèce). D. Traill a proposé que le Trésor de Priam ait été reconstitué par Schliemann à partir d'objets trouvés en plusieurs endroits du site, afin de donner un aspect spectaculaire à sa découverte. Son avis n'a pas emporté de consensus,,.
Ces dépôts d'objets ont quoi qu'il en soit livré des milliers d'objets en or, argent, électrum, bronze, cornaline, lapis-lazuli, qui sont probablement de facture locale. Ils ont sans doute été enterrés lors d'une des destructions de Troie II, sans avoir jamais été déterrés, ce qui indique que les personnes qui en sont à l'origine ne sont jamais revenues par la suite, qu'elles aient été tuées lors d'une attaque ou qu'elles aient fui définitivement.

Objets du Trésor de Priam au Musée Pouchkine.
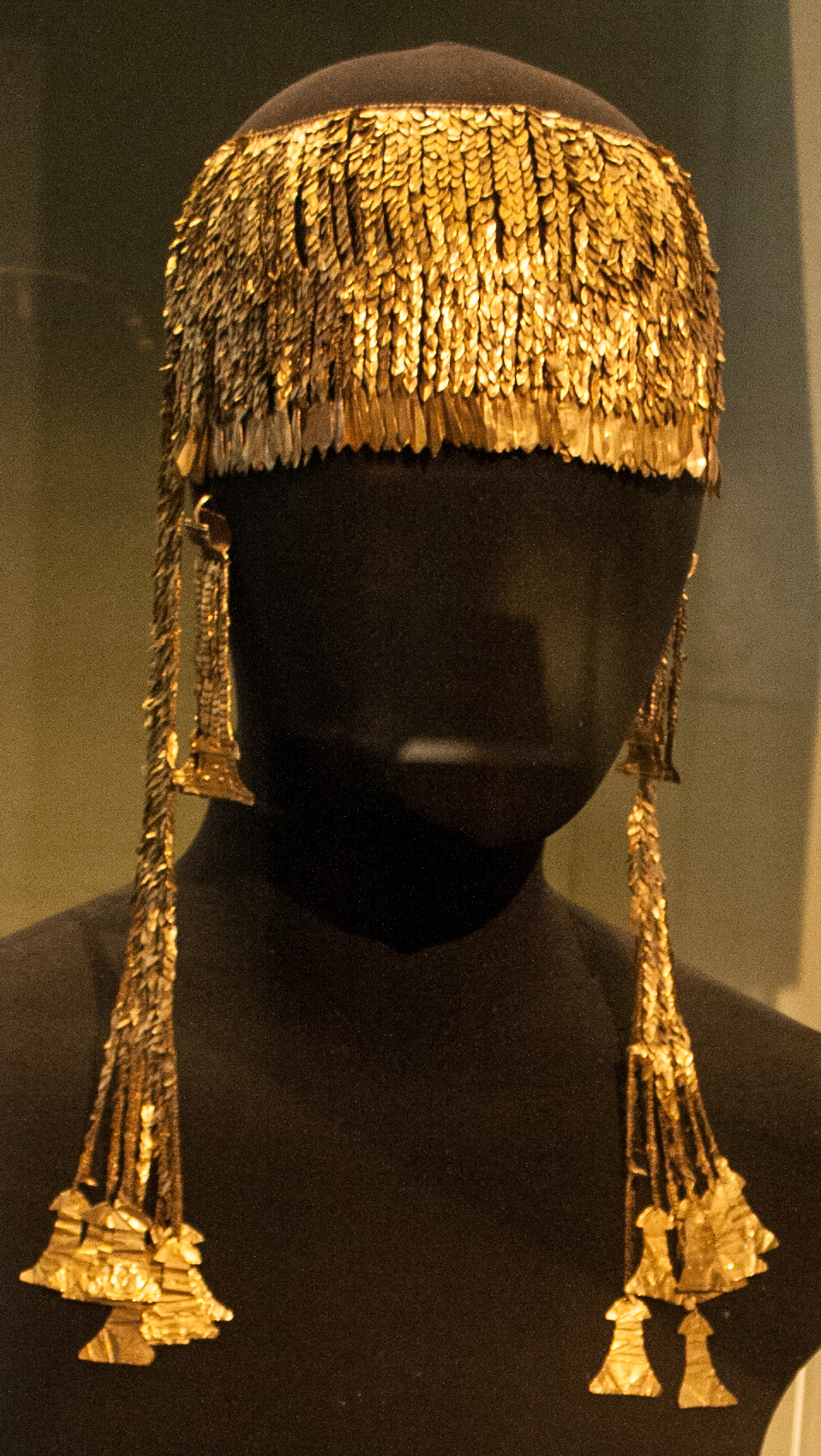
Diadème en or.
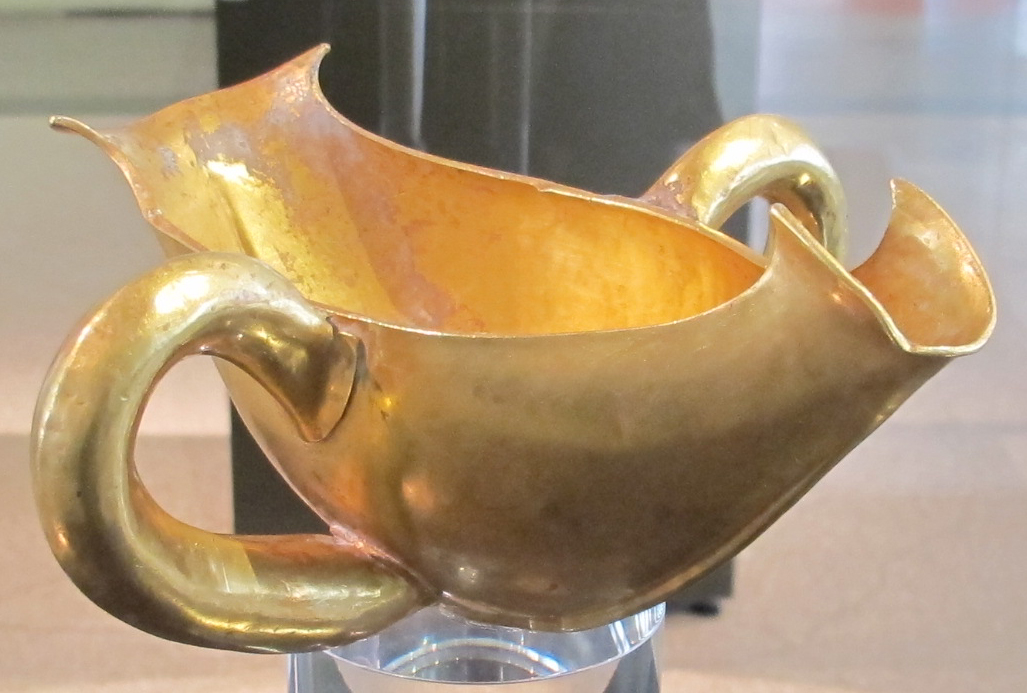
Saucière en or du Trésor de Priam.
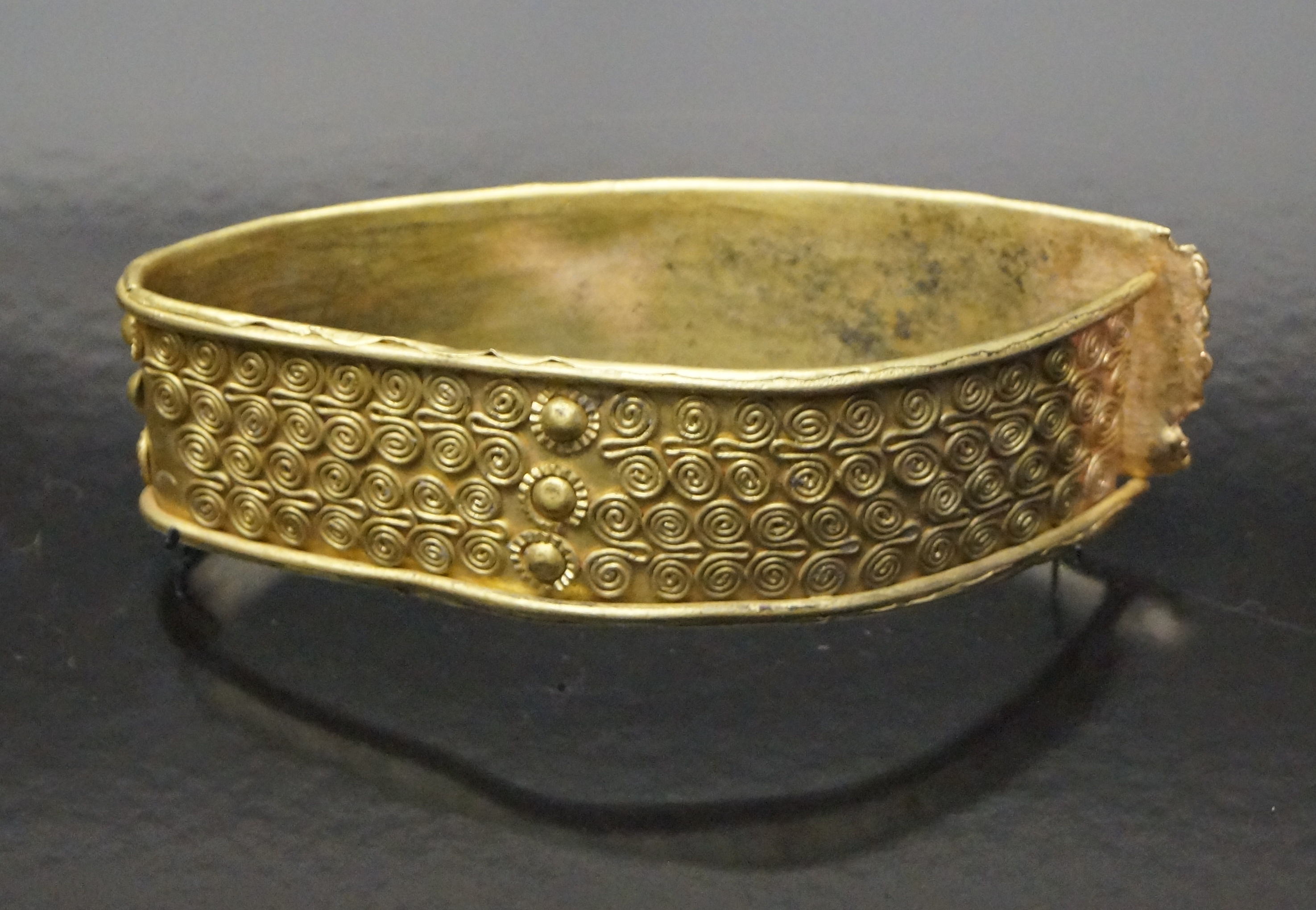
Bracelet en or à motifs de spirales.
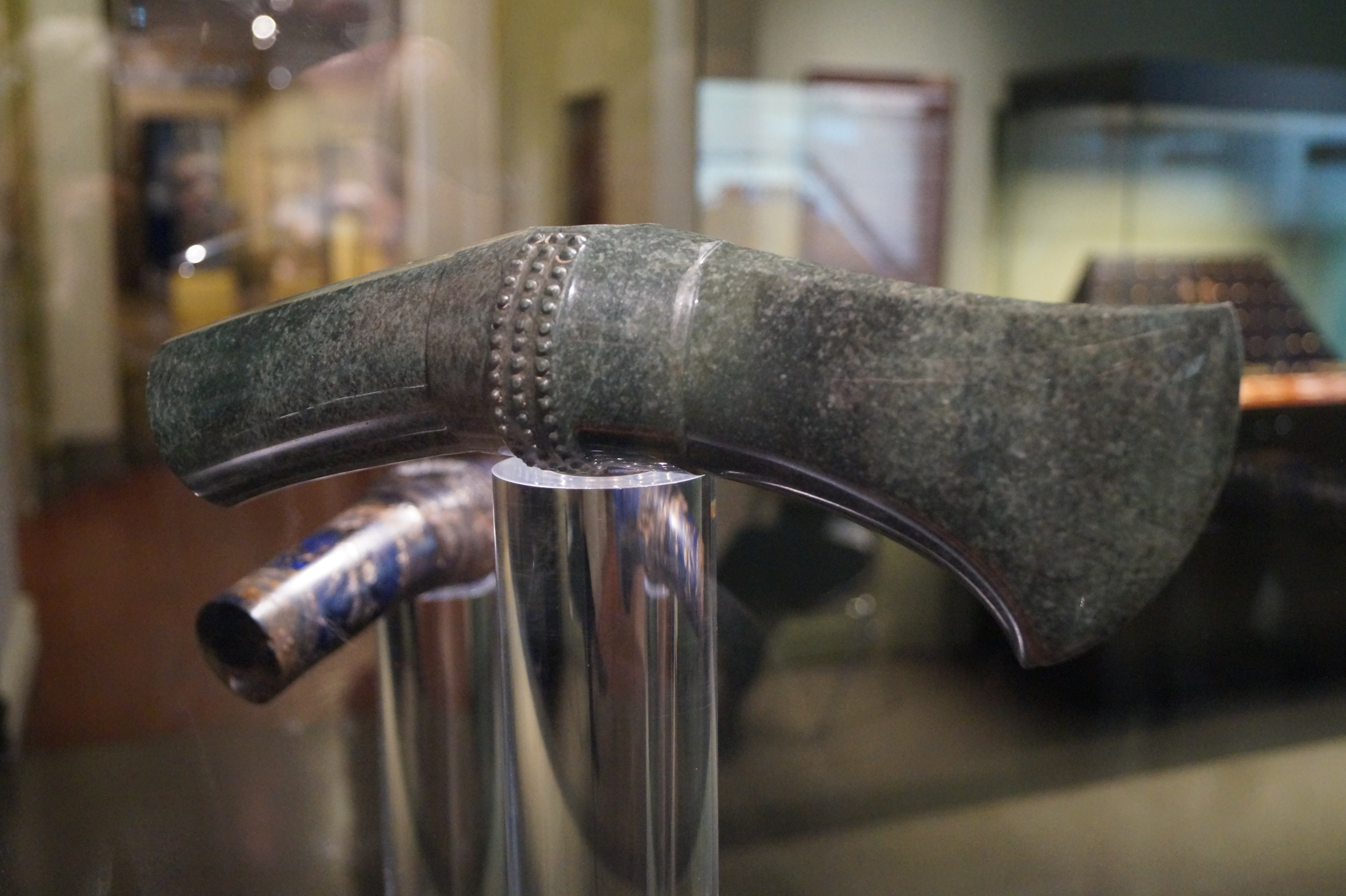
Lame de hache en bronze.

### Troie III, IV et V
Les causes de la destruction finale de Troie II, qui est incendiée, ne sont pas déterminées : elle pourrait résulter d'une attaque ennemie, d'une révolte locale, ou encore d'une catastrophe naturelle. Elle prend place dans un contexte de destructions similaires qui frappent des sites d'Anatolie occidentale et méridionale. Les trois périodes suivantes ont laissé bien moins de documentation, ce qui est généralement interprété comme l'indication d'un appauvrissement du site après sa destruction. Cependant, cette impression de décadence pourrait résulter du fait que les niveaux Troie III à V, ont été rapidement déblayés par Schliemann, sans collecte de documentation, afin d'atteindre ceux de Troie II. La chronologie de la période est débattue, notamment la transition entre Troie II et Troie III, qui sont très similaires dans le domaine de la culture matérielle.
Troie III (v. 2300-2200 av. J.-C.) succède directement à la destruction de Troie II, et assure la continuité de la culture matérielle locale (surtout la céramique, avec l'augmentation de la présence de la céramique à enduit rouge), l'habitat dense de la phase tardive de Troie II se poursuit, et la muraille semble encore maintenue. Si on se fie aux maigres découvertes de matériel archéologique, le site est alors clairement moins prospère que précédemment, et ce niveau n'a pas laissé d'indice de présence d'une élite aussi riche que pour la phase antérieure,.
Troie IV (v. 2200-2000 av. J.-C.) est un habitat plus grand, mais toujours dense.
Troie V (v. 2000-1750 av. J.-C.) voit une amélioration des conditions de vie sur le site. Des résidences de la période ont été mises au jour à l'ouest de la citadelle. D'une manière générale l'habitat semble moins dense et plus spacieux que par le passé. La céramique reste pour l'essentiel similaire à celle des phases antérieures, le type caractéristique est un bol à croix rouge,.
Troie V est détruite par le feu vers le milieu du XVIIIe siècle av. J.-C., événement qui marque une rupture majeure dans l'histoire du site. En effet, si les destructions précédentes n'ont pas causé de discontinuité dans la culture matérielle et ont été suivies de reconstructions sur des bases similaires, la transition entre Troie V et Troie VI voit se produire un changement plus marqué.

### Troie VI et VIIa
Troie VI (v. 1750-1300 av. J.-C., huit phases archéologiques, dénommées a à h) et Troie VIIa (v. 1300-1180 av. J.-C., deux phases), correspondent à l'apogée de la prospérité de l'agglomération. Elle s'étend alors largement au-delà des murailles, puisqu'une ville basse s'est constituée.

#### La citadelle
La citadelle est mal documentée, car les niveaux de cette période qui se trouvaient en son centre ont été détruits lorsque le site a été arasé à l'époque hellénistique pour construire le sanctuaire d'Athéna. De plus, comme pour les niveaux précédents, les données éventuellement recueillies par Schliemann n'ont pas été enregistrées.
La muraille est la construction la mieux connue. À la fin de la période, elle englobe une surface de 2 hectares. Elle est large d'environ 5 mètres, est constituée de gros blocs calcaires disposés de façon à créer des indentations vers l'extérieur, avec une surélévation en briques d'argile qui a pu dépasser une hauteur de 9 mètres. Plusieurs tours de garde renforcent ce système de défense. Cinq portes percent cette construction, la plus imposante étant située au sud, large de 3,3 mètres et surmontée d'une tour,.

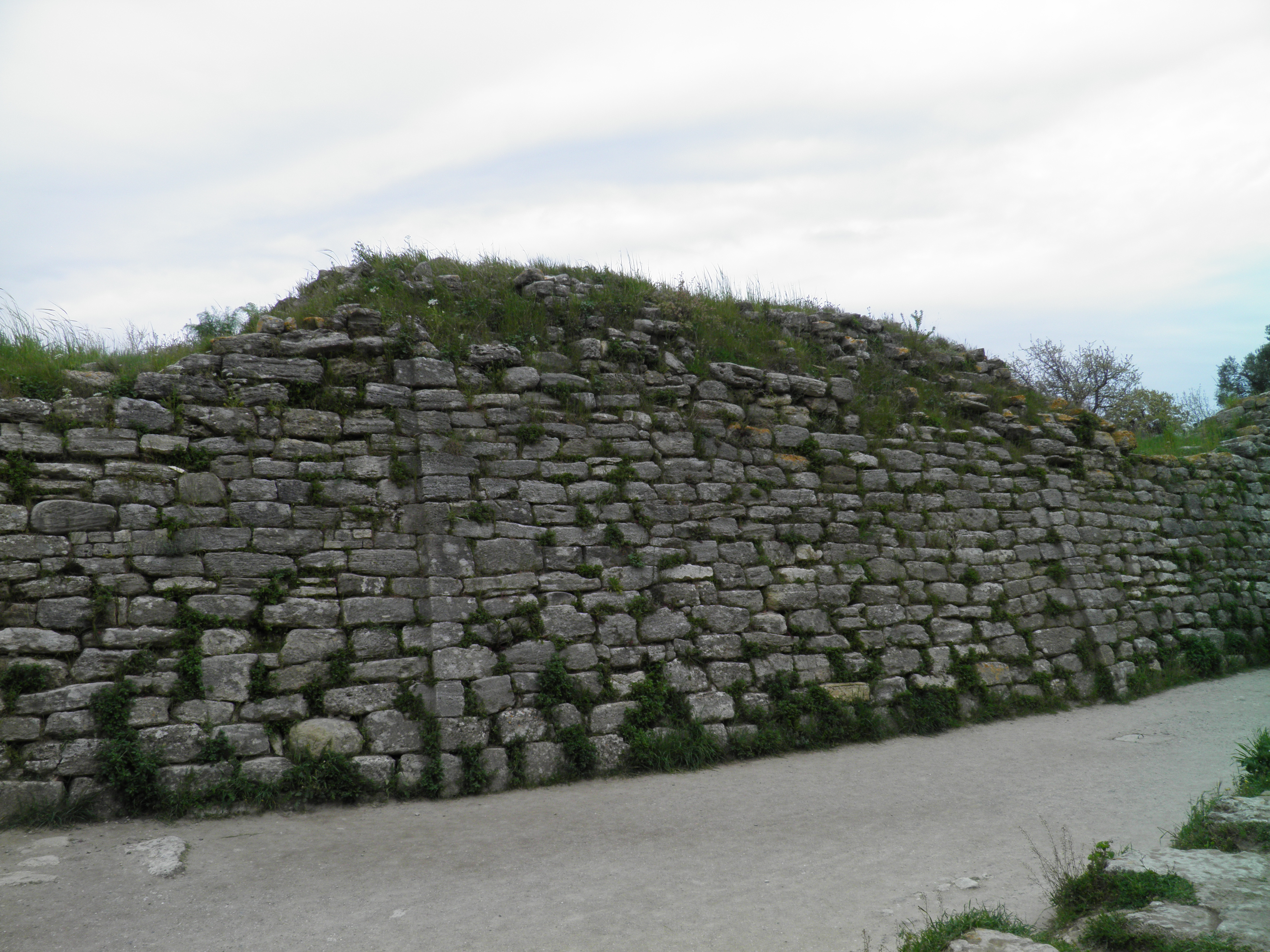
Section des murailles de Troie VI/VII.
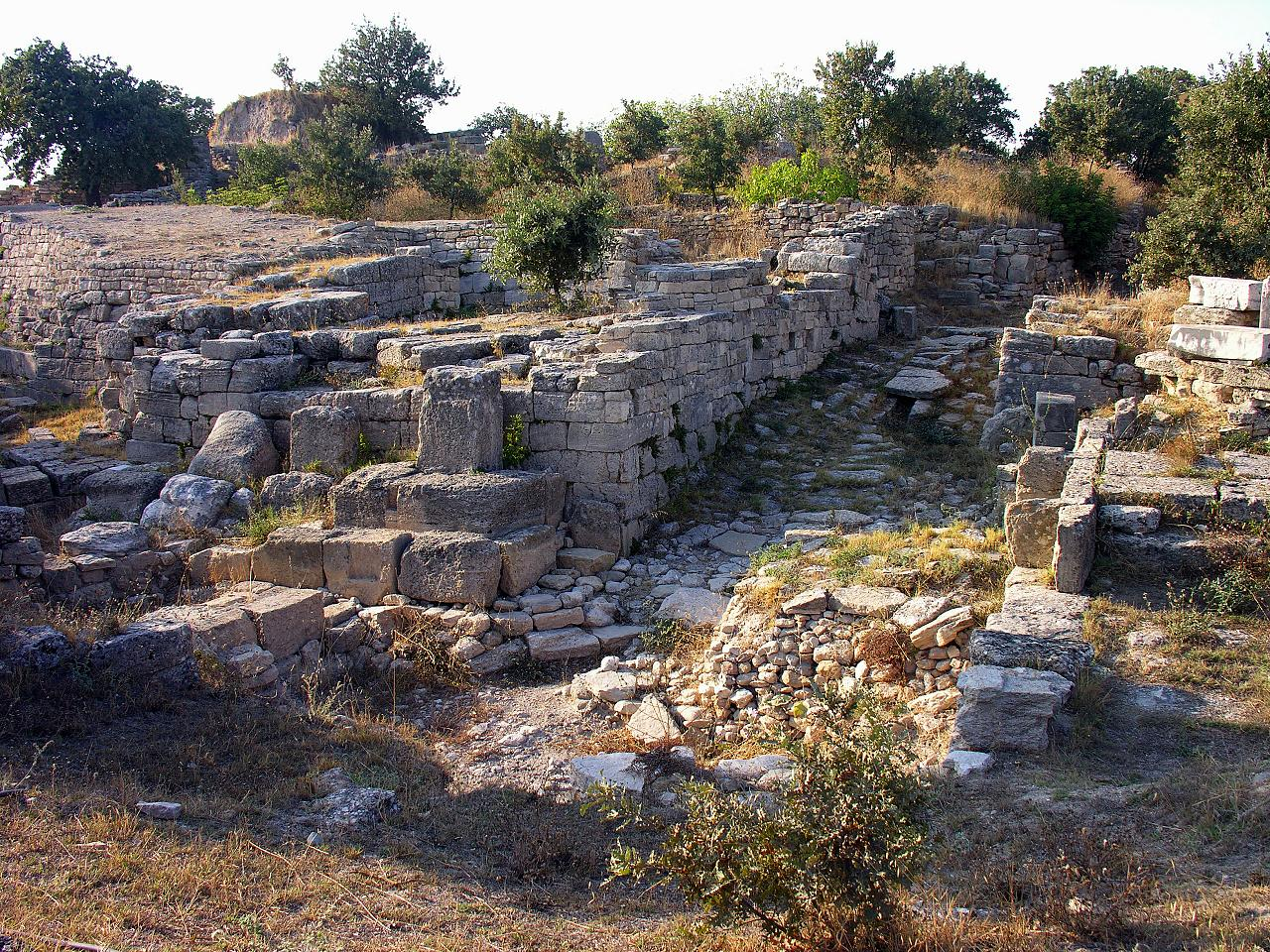
La porte sud de Troie VI.
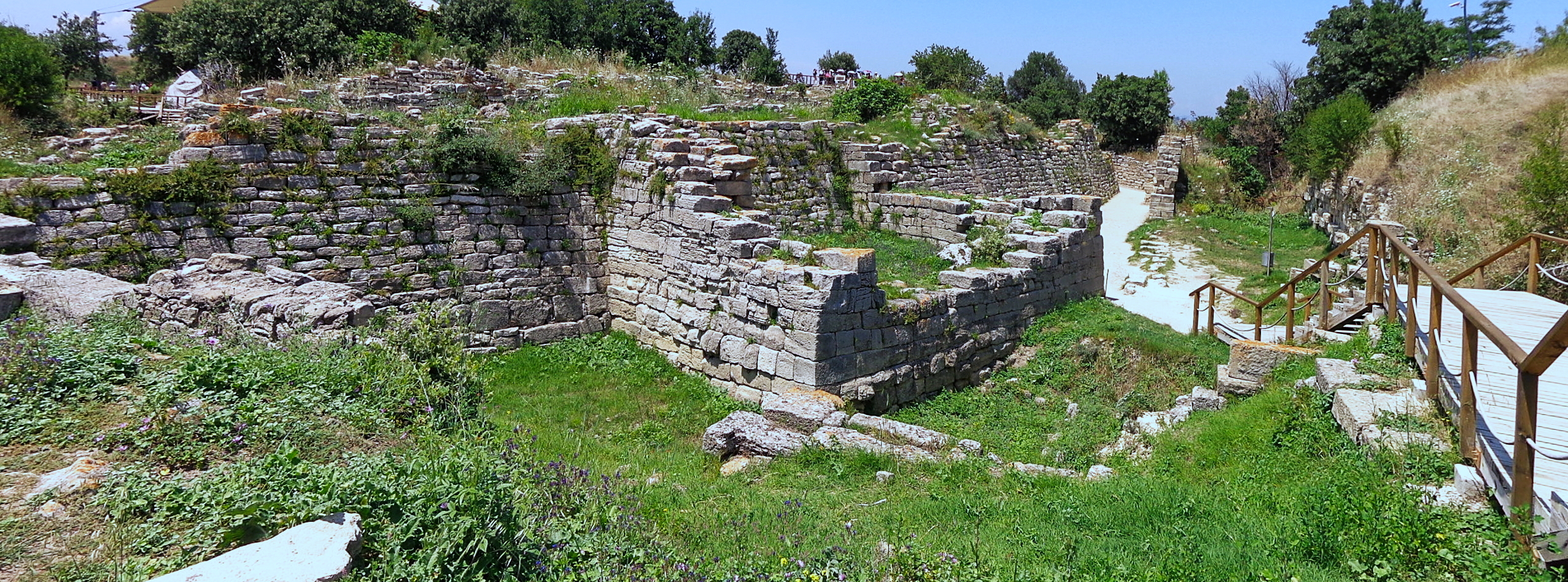
La porte est de Troie VI.

L'artère principale est une rue pavée, avec un système de drainage des eaux, qui va de la porte sud vers le centre de l'acropole. L'habitat est disposé sur plusieurs terrasses étagées, culminant au centre, et constitué d'édifices spacieux et séparés les uns des autres, aux murs de pierre, à deux étages, certains mesurant jusqu'à 35 mètres de long, et de plan divers : mégaron, halls à piliers ou colonnes, plans irréguliers. Les constructions principales, dont le palais, devaient se trouver au centre de l'acropole, mais elles ont disparu comme vu plus haut,.
Bien que certains défendent l'idée que la citadelle ne soit qu'une simple résidence aristocratique, l'opinion générale est qu'elle constitue le centre d'un royaume d'envergure régionale, même si aucun palais royal n'a pu être exploré. La majorité des spécialistes de la période considère que ce site est la capitale du royaume de Wilusa (ou Wilusiya), qui apparaît dans des textes mis au jour à Hattusa (Böğazkale), la capitale du royaume hittite qui domine alors la majeure partie de l'Anatolie. Cette entité fait plus largement partie de l'ensemble des royaumes de population louvite occupant l'Anatolie occidentale, souvent regroupés dans les textes hittites comme le pays d'Arzawa. Cette identification s'appuie en grande partie sur la proximité phonétique entre Wilusa et Ilion (ou Wilios, une forme archaïque reconstituée de ce dernier nom, et aussi la présence dans des textes hittites d'un autre terme géographique, Taruisa, proche phonétiquement de Troie (grec Troia) et qui semble désigner une région du nord-ouest anatolien. Il n'y a aucun argument décisif pour ces identifications, mais la découverte de la ville basse renforce l'idée que le site de Troie aurait été la capitale d'un royaume important régionalement.

#### La ville basse
La ville basse, qui s'étend au sud et à l'est de la citadelle, a été identifiée par les équipes dirigées par Korfmann à partir de 1988 à la suite de prospections de surface et géomagnétiques. Elle est recouverte par les niveaux des époques hellénistique et romaine, donc elle n'a pas fait l'objet de fouilles d'envergure. Les prospections indiquent que cet espace connaît une occupation dès l'époque de Troie II. Elle est délimitée par une muraille en briques crues, qui remonte au moins au XIIIe siècle av. J.-C. Celle-ci précède deux fossés, repérés au sud/sud-ouest du site et dont le rôle défensif est débattu : il pourrait s'agir d'ouvrages hydrauliques. En tout, l'espace occupé pouvait s'étendre à une vingtaine d'hectares à l'intérieur de la muraille, et une trentaine si on inclut l'espace allant jusqu'au second fossé. Quelques maisons en bois et pierre ont été exhumées, notamment à l'ouest de la citadelle, où l'on a également identifié une rue pavée rejoignant une porte de la citadelle. Un cimetière a également été fouillé au sud, à la limite de la ville basse. L'approvisionnement en eau du site est assuré par des tunnels et des puits, qui allaient capter l'eau de sources souterraines 200 mètres au sud-ouest de la citadelle (laquelle dispose également d'un puits, au moins sur son bastion nord),,.
À la suite de ces découvertes, Korfmann a développé l'idée d'une ville basse densément bâtie, comprenant de 4 000 à 10 000 habitants. Ce modèle a été débattu, car les arguments manquent en raison de l'impossibilité d'atteindre les niveaux de cette période. Mais ses critiques les plus radicales (avant tout celles de F. Kolb), qui minimisent l'importance du site à cette période et remettent en question l'existence de la ville basse, n'ont pas été acceptées par la majorité des chercheurs.

#### Culture matérielle
Le type de céramique dominant durant Troie VI et VIIa est la « minyenne grise » (Gray Minyan), identifiée originellement en Grèce continentale de la période helladique moyenne, qui est présente quasiment à l'identique à Troie et dans le nord-ouest anatolien, où elle est la principale production céramique locale. C'est une poterie à pâte grise réalisée au tour et lustrée. À partir de Troie VId une poterie ocre (Tan Ware) est produite. Les formes des productions locales témoignent d'une influence helladique/mycénienne, en particulier à partir de la phase VIg mais les importations, depuis la Crète, la Grèce continentale, Chypre et le Levant, sont peu nombreuses et on ne trouve aucune poterie des pays d'Anatolie centrale, alors sous domination hittite,.

#### Les destructions
Cette période connaît deux épisodes de destructions qui ravagent le site : à la fin de Troie VI, puis à la fin de Troie VIIa. Cela s'accompagne d'effondrements de pierres pour la première, et de traces d'incendie pour la seconde. La réoccupation du début de la phase VIIa s'accompagne de la reconstruction de plusieurs édifices sur la citadelle, de la construction de petites maisons dans des espaces vides auparavant. Les édifices les plus vastes de la phase VI sont remplacés, tandis que le système défensif semble renforcé (construction de nouvelles tours, consolidation de la muraille par des parapets). Tout cela traduit manifestement un changement important dans la société.
Les causes de ces destructions sont débattues : un conflit avec des envahisseurs extérieurs, ou bien une guerre civile (notamment une révolte de la population contre l'élite dominant la région depuis la citadelle), ou encore un tremblement de terre (proposition de C. Blegen pour la fin de la phase VI). La première solution a les faveurs des partisans de l'historicité de la guerre de Troie. Ceux-ci la situent à cette période, car elle correspond à l'apogée de la civilisation mycénienne en Grèce continentale et à son expansion vers l'est, et il est souvent considéré que les récits sur cette guerre puisent leurs origines dans cette période. Schliemann et Dörpfeld ont vu ses conséquences dans la destruction de la phase VI, qui est datée approximativement de 1300 av. J.-C. Blegen penche plutôt pour la fin de Troie VIIa, qui a lieu vers 1180 av. J.-C. Cette seconde destruction, causée par un incendie et par une attaque ennemie, semble néanmoins un peu tardive pour être le fait d'une attaque mycénienne, car cette civilisation est alors en phase de déclin. Elle prend place dans un contexte plus large d'« effondrement » qui affecte toute la Méditerranée orientale (avec notamment les destructions attribuées aux « peuples de la mer »),.

### Troie VIIb
La phase suivante, Troie VIIb (v. 1180-950 av. J.-C.), est divisée en trois sous périodes (1, 2 et 3). Elle voit notamment l'apparition d'une poterie fruste, modelée à la main, des coupes à protubérances originaires de l'Europe du sud-est (Buckelkeramik ou Knobbed Ware), et une autre caractérisée par des vases de cuisson avec des bandes imprimées à l'ongle, dite « barbare » (Barbarian Ware). Cela pourrait témoigner de l'arrivée d'une population venue de cette région. Le site a aussi livré de la céramique mycénienne tardive (Helladique récent IIIC). Mais la culture matérielle conserve pour l'essentiel un profil local. L'habitat est modeste durant la première sous-période, puis il gagne en importance durant la seconde. L'usage des orthostates, des dalles disposées à la verticale sur les murs, fait son apparition. La sous-phase 1 a aussi livré un sceau inscrit en hiéroglyphes louvites, le seul objet écrit mis au jour sur le site pour l'âge du bronze. Il donne les noms d'une femme et d'un scribe, et pourrait dater d'une période antérieure. Troie VIIb2 est à son tour détruite par un incendie (dû à un tremblement de terre ?), vers 1050/1000 av. J.-C. Troie VIIb3, une phase identifiée récemment, présente de la poterie de type protogéométrique. L'acropole connaît une occupation limitée au VIIIe siècle av. J.-C.,,.

### Troie VIII
La phase Troie VIII couvre la majeure partie du Ier millénaire av. J.-C. Elle peut être divisée en plusieurs périodes, qui correspondent aux grandes époques du monde égéen d'alors.
La Troade est colonisée par les Grecs, de l'ethnie étolienne, au plus tard au VIIIe siècle av. J.-C., durant la phase de colonisation de l'époque archaïque, et la ville prend alors le nom d'Ilion. Des offrandes votives de cette période ont été mises au jour au sud-ouest de la citadelle, et un bâtiment qui semble lié à un culte héroïque est érigé dans la même zone. Puis aux VIIe – VIe siècle av. J.-C. trois temples sont successivement élevés (ordre éolique pour la dernière phase), avec un autel trente mètres au sud. La présence d'ossements de lions pourrait indiquer que le sanctuaire est dédié à la déesse anatolienne Cybèle, ou une déesse qui lui est assimilée. Hérodote indique que la ville disposait aussi d'un sanctuaire dédié à Athéna, sans doute situé sur l'acropole, dont il ne reste rien.
Durant l'époque classique (Ve – IVe siècle av. J.-C.), la ville d'Ilion est sous la domination de l'empire perse des Achéménides, puis elle passe sous la domination des dynasties hellénistiques après la conquête d'Alexandre le Grand, qui visite le site en 334 av. J.-C.. La ville devient alors le centre d'une confédération regroupant les cités de Troade. Elle est dotée d'un théâtre en 306. Puis à la fin du IIIe siècle av. J.-C. un temple dédié à Athéna est érigé sur la partie orientale de l'acropole, entraînant son terrassement et la disparition des niveaux antérieurs. Il est érigé sur une terrasse à portiques, dans le style dorique, son décor comprenait des métopes, et on y trouvait aussi une grande statue de Zeus et une autre du roi Antiochos II sur un cheval. Parmi les autres constructions de l'époque, une porte monumentale est construite au sud de l'acropole, un bouleutérion (salle du conseil de la cité) et une muraille longue de plus de 3 kilomètres. Au début du IIe siècle av. J.-C., c'est le sanctuaire occidental qui fait l'objet d'un remaniement, avec la construction de deux temples parallèles, avec deux autels, peut-être consacrés aux Grands Dieux de Samothrace.
Ilion est détruite en 85 av. J.-C. lors de la guerre civile romaine opposant Sylla à Marius, par les troupes du général Fimbria, partisan du second. Cette destruction marque la fin de Troie VIII.

### Troie IX
Troie IX correspond à la période de domination romaine, jusqu'aux alentours de 500 ap. J.-C.
Ilion est reconstruite sous le patronage d'Auguste. Les principaux monuments de la cité sont alors restaurés : le temple d'Athéna et son portique, le théâtre, le bouleutérion ; le temple occidental est remanié, devenant un seul édifice, avec un seul autel et une tribune. Un odéon est construit. La cité prospère durant les siècles suivants, qui voient de nouvelles restaurations, notamment après l'attaque conduite par les Hérules en 267. La ville basse romaine comprend une agora, des thermes, des résidences, des ateliers de potiers et de verriers (ce dernier datant du IVe siècle), des bassins à poissons et des espaces de pâture. Elle est alimentée en eau par un aqueduc, qui capte peut-être ses eaux environ 30 kilomètres au sud de la ville.

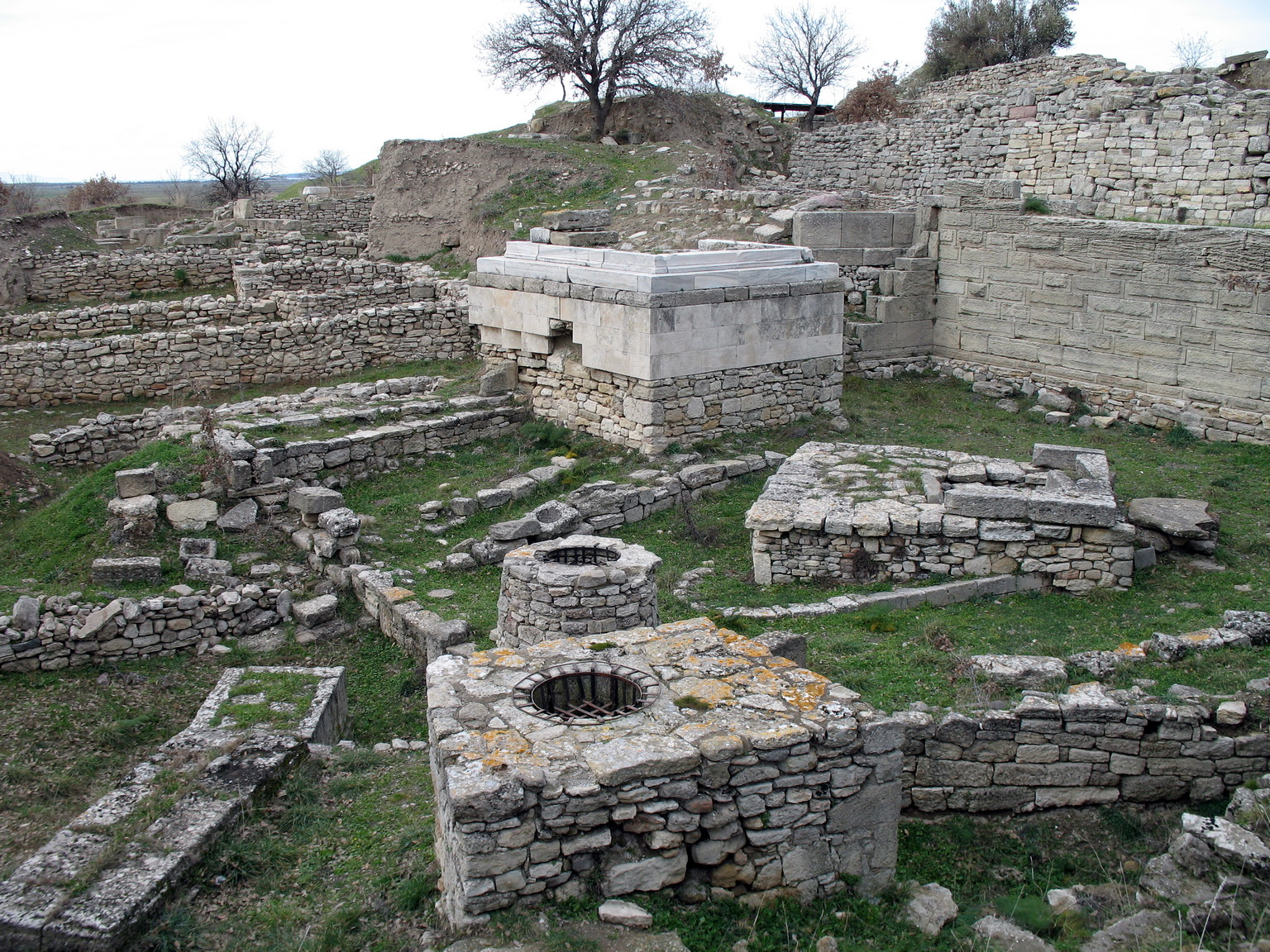
Autel sacrificiel du temple de l'acropole de Troie.
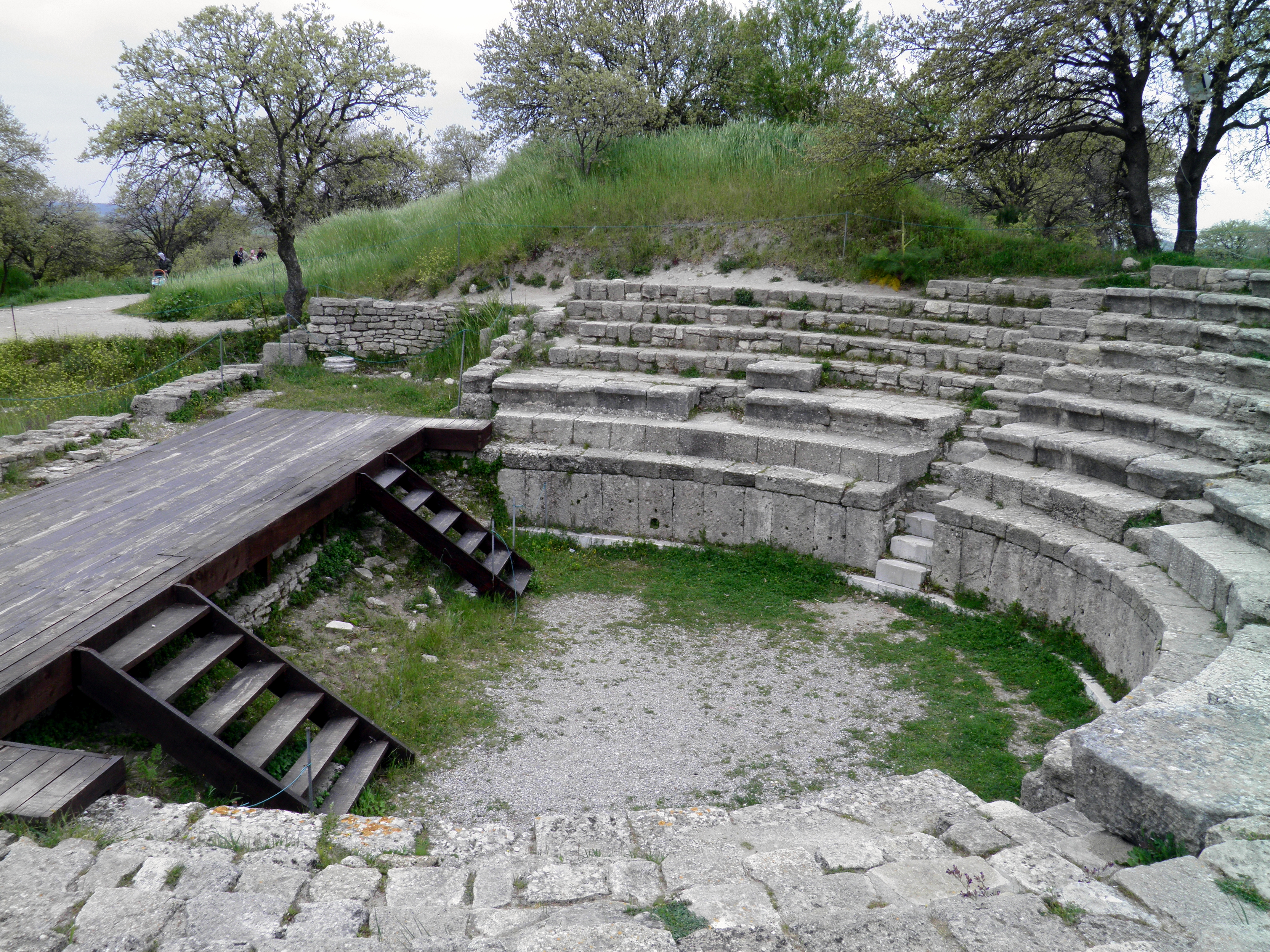
L'odéon de Troie IX.
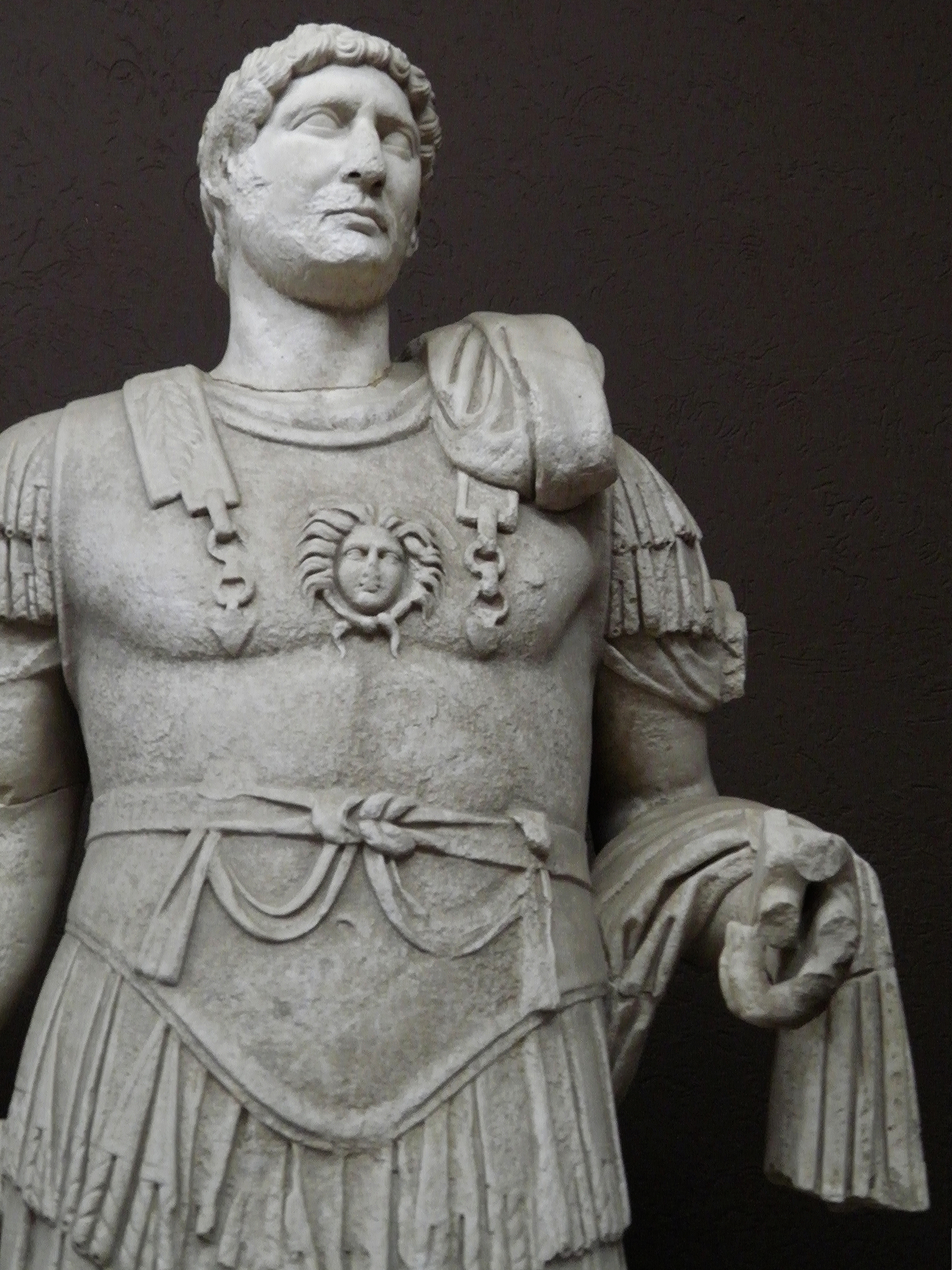
Statue de l'empereur Hadrien mise au jour dans l'odéon. Musée de Troie.

Après cette phase de prospérité, Ilion est détruite vers 500 par un tremblement de terre, qui détruit ses principaux monuments et sa muraille. Durant le siècle suivant, l'occupation du site décline, et il est abandonné vers 600. Pour les périodes postérieures, le site a livré des sépultures de l'époque byzantine tardive.

### Documentaires TV
- 2009 : Nicolai Jens, Civilisations disparues. Le mythe de Troie., documentaire France 5 (52 min), 2009.
- 2015 : Rebecca Boulanger, Enquête d'ailleurs, documentaire ARTE France, 2015.
- 2016 : Agnès Molia, Anne Richard, Troie, dans la série « Enquêtes archéologiques », documentaire ARTE France (27 min), 2016.Regarder le documentaire complet : « Enquêtes archéologiques - Troie »(Archive.org • Wikiwix • Archive.is • Google • Que faire ?), sur ARTE.